# Prionapteryx eugraphis
Prionapteryx eugraphis là một loài bướm đêm trong họ Crambidae.